# Coelogyne monilirachis
Coelogyne monilirachis é uma espécie de orquídea epífita, família Orchidaceae, originária de Borneu.